# 須田満胤
須田 満胤（すだ みつたね、永禄10年（1567年）- 没年不詳）は、安土桃山時代の武将。上杉氏の家臣。元信濃国の豪族須田満親の長男。別称に景実、光義がある。通称は右衛門大夫。
父とともに上杉景勝に仕える。当初は信濃飯山城に在番した。天正14年（1586年）景勝の上洛に従い、天正20年（1590年）小田原征伐にも参陣した。慶長2年（1597年）伏見城普請に充てられるが、不備があったために同じく担当であった柿崎憲家ら、さらに父満親も連座で共に改易処分となり、京都で浪人した。そのために須田家は弟の長義が継いだ。
室は樋口兼豊の長女・きた。また直江兼続の実妹にあたる。きたとの間には満統を儲けている。改易後、妻子は本庄繁長を頼り、後に満統は直江兼続の取り成しで米沢藩に帰参している。